# Persephassa
Persephassa (1969) ist eine Komposition von Iannis Xenakis für sechs Perkussionisten. Persephassa ist die erste Komposition von Xenakis, die vollständig von rhythmischen Gestaltungen und Prozessen geprägt ist und mit dem Phänomen von Klang in Bezug auf Zeit im Raum experimentiert.
Persephone oder Persephassa (lat. Proserpina - Königin der Toten) war außerordentlich schön und die Tochter des Zeus und der Demeter.

## Konzeption
In der Musik des 20. Jahrhunderts spielen zunehmend neue musikalische Parameter wie die Räumlichkeit von Klängen eine größere Rolle. Im Raum kann statt einer statischen bewegliche Musik geschaffen werden.
Diese Komposition verdeutlicht, dass der Raum nichts Statisches ist, sondern sich mit der Zeit verändert. Jede Erfassung des Raums ist von der Zeit abhängig und somit auch von der Position jedes einzelnen Hörers. Jeder Hörer bekommt einen eigenen Eindruck des Raumes. Aus tontechnischer Sicht könnte man die Mitte des Raumes als ideale Hörerposition bestimmen, doch von ästhetischen Gesichtspunkten aus, kann man keine ideale Position bestimmen. Jede Position im Raum ermöglicht einen eigenen Höreindruck und eine umfassende Vorstellung lässt sich nur aus der Kombination aller Positionen ableiten. Da während des Konzertes nicht die Möglichkeit besteht, im Raum umherzuwandern, übernimmt in dem Stück die Musik die Funktion der Bewegung und hilft dem Publikum den Raum akustisch zu erfassen. Neben räumlichen Aspekten spielen auch Periodizitäten, Siebe und rituelle Aspekte eine Rolle in dem Stück.

## Anordnung der Aufführung
- 6 hexagonal im Raum angeordnete Perkussion-Sets.
- Die Zuhörer sitzen in der Mitte – umrahmt von den Schlagzeugen.

## Kompositionstechniken
- lange und kurze Wirbel
- Anschläge mit unterschiedlicher vertikaler Dichte
- Akzente und Pausen
- Rhythmische Schichtungen in unterschiedlichen Tempi und Geschwindigkeiten
- Klar abgegrenzte Repetitionsgruppen
- Klangwolken mit charakteristischen Dichteverläufen
- Charakteristische prozessuale Veränderungen der Lautstärke oder der Geschwindigkeit

Das Stück hat drei Teile, die sich in vielfältiger Weise voneinander unterscheiden. Die einzelnen Zeitabschnitte werden teils durch Anschläge und ihre Zeitordnungen, teils durch dynamische Differenzierungen (An- und Abschwellen) gegliedert.

## Spannungsfelder der Komposition
- Bewegungseindruck
- Relativität der Zeit
- Kontinuität – Diskontinuität
- Periodizität – Aperiodizität
- Quasi-kontinuierliche, graduelle Entwicklungen
- Vielfältiger Umgang mit dem Material: räumliche/zeitliche Mittel, Klangfarbe, Klangdichte, Dynamik etc.

- Dadurch dass die Musiker weiter auseinander sitzen, überlagern sich weniger Tonfrequenzen und der Klang wird transparenter. Es wird sozusagen Raum zwischen ihnen geschaffen.
- Man sitzt den Instrumenten physisch näher und dadurch gehen weniger Schallenergie und somit Bestandteile der klanglichen Substanz verloren. Der Klang wird lebendiger.

## Musik
- Igor Strawinsky (1882–1971): Perséphone – Mélodrama en trois tableaux d’André Gide für Tenor, Sprecherin, gemischten Chor, Kinderchor und Orchester
- Clyde: Auf Persephone basierende fiktive Figur auf Tori Amos’ neuntem Studioalbum American Doll Posse